# 平山紘一郎
平山 紘一郎（ひらやま こういちろう、1949年9月9日 - ）は、鹿児島県鹿児島市出身の元アマチュアレスリング選手でのちにレスリング日本代表監督やコーチなど歴任。1972年ミュンヘンオリンピックレスリング男子グレコローマン52キロ級銀メダリスト。鹿児島県立鹿児島工業高等学校および東洋大学卒業。元自衛官。